# 10997 Gahm
10997 Gahm eller 1978 RX7 är en asteroid upptäckt 2 september 1978 av den svenske astronomen Claes-Ingvar Lagerkvist vid Europeiska sydobservatoriet. Asteroiden har fått sitt namn efter professorn i astronomi vid Stockholms universitet, Gösta Gahm.